# Eduardo Salcedo
Eduardo Salcedo ist ein ehemaliger mexikanischer Fußballspieler auf der Position eines Verteidigers. 

## Laufbahn
Salcedo begann seine Profikarriere 1977 beim amtierenden mexikanischen Meister  UNAM Pumas, mit denen er in den frühen 1980er Jahren insgesamt vier Titel gewann: je einmal die mexikanische Fußballmeisterschaft und die Copa Interamericana (beide 1981) sowie zweimal den CONCACAF Champions’ Cup (1980 und 1982). In der Saison 1984/85 erreichte er mit den Pumas die Finalspiele um die mexikanische Meisterschaft gegen den unmittelbaren Stadtrivalen Club América. In diesen waren die am Ende unterlegenen Pumas vom Schiedsrichtergespann derart benachteiligt worden, dass sich fortan die gegenseitige Animosität der beiden Vereine aus dem Bezirk Coyoacán zu einer der erbittertsten Rivalitäten im mexikanischen Vereinsfußball entwickelte. 
Danach spielte Salcedo noch kurzzeitig für Coyotes Neza, Atlético Potosino und Tiburones Rojos Veracruz. 

## Erfolge
- Mexikanischer Meister: 1981
- CONCACAF Champions’ Cup: 1980 und 1982
- Copa Interamericana: 1981